# Chimarrogale sumatrana
Chimarrogale sumatrana es una especie de musaraña de la familia Soricidae.

## Distribución geográfica
Es endémica de las tierras altas del oeste de Padang, Sumatra (Indonesia).

## Estado de conservación
Está clasificada como una especie en peligro crítico debido a la pérdida del hábitat y un rango restringido.